# Zhongyuan (köpinghuvudort i Kina, Hainan Sheng, lat 19,15, long 110,47)
Zhongyuan är en köpinghuvudort i Kina. Den ligger i provinsen Hainan, i den södra delen av landet, omkring 100 kilometer söder om provinshuvudstaden Haikou. Antalet invånare är 26 886. Befolkningen består av 13 008 kvinnor och 13 878 män. Barn under 15 år utgör 17,0 %, vuxna 15-64 år 68 %, och äldre över 65 år 14,0 %.
Närmaste större samhälle är Qionghai, 10,5 km norr om Zhongyuan. Trakten runt Zhongyuan består till största delen av jordbruksmark.
Genomsnittlig årsnederbörd är 2 298 millimeter. Den regnigaste månaden är september, med i genomsnitt 397 mm nederbörd, och den torraste är januari, med 27 mm nederbörd.